# هينك بوس (رسام)
هينك بوس (بالهولندية: Henk Bos)‏ هو رسام هولندي، ولد في 2 أبريل 1901، وتوفي في 18 نوفمبر 1979.